# جيري فلين
جيري فلين (بالإنجليزية: Jerry Flynn)‏ هو مصارع محترف أمريكي، ولد في 21 نوفمبر 1959 في تامبا في الولايات المتحدة.

## وصلات خارجية
- جيري فلين على موقع شيردوغ (الإنجليزية)
- جيري فلين على موقع CageMatch worker (الإنجليزية)
- جيري فلين على موقع قاعدة بيانات المصارعة على الإنترنت (الإنجليزية)
- جيري فلين على موقع IMDb (الإنجليزية)
- جيري فلين على موقع قاعدة بيانات الفيلم (الإنجليزية)